# Саломон Леви
Саломон Мони Леви (Травник, 17. фебруар 1896 — Сарајево, 20. мај 1986) био је лекар, учесник Народноослободилачке борбе и санитетски генерал-мајор ЈНА.

## Биографија
Рођен је 17. фебруара 1896. године у Травнику. Медицински факултет је завршио 1927. године у Бечу. За време студија активно је учествовао у радничком покрету у Бечу и 1922. године постао члан Комунистичке партије Југославије (КПЈ).
По повратку у Краљевину Срба, Хрвата и Словенаца, 1928. године постао је члан рејонског и Месног комитета КПЈ у Загребу, а једно време је руководио техником Централног комитета КПЈ. Због револуционарног рада, после завођења Шестојануарске диктатуре, Државни суд за заштиту државе осудио га је 1929. на 10 година робије коју издржавао у Сремској Митровици, Лепоглави и Марибору. За време боравка у Лепоглави налазио се у истој ћелији са Јоспипом Брозом Титом и Јованом Трајковићем. Из затвора је изашао 1939. године.
Учесник је Народноослободилачке борбе од 1941. године. На почеку устанка био је најпре политички комесар чете, а потом управник болнице у Дрвару. Након тога 1941. и 1942. године био је заменик политичког комесара Првог крајишког партизанског одреда. Крајем 1942. године постаје референт санитета Седме крајишке ударне бригаде, а током 1943. и 1944. године референт санитета Шеснаесте војвођанске дивизије и Трећег босанског корпуса НОВЈ.
После рата је на разним дужностима у санитету Југословенске народне армије (ЈНА), међу којима и начелник Војномедицинске академије од маја 1953. до новембра 1954. године.
Демобилисан је 1956. године у чину генерал-мајора Санитетске службе ЈНА, након чега је постављен за председника Савета за здравство Социјалистичке Републике Босне и Херцеговине. На тој дужности је остао до 1958. године, када је отишао у пензију.
Аутор је многих чланака који су се углавном односили на настанак и развој санитетске службе у току Народноослободилачког рата. Године 1982. је издао књигу Доживљаји и сусрети на стазама револуције у којој је изнео догађаје и личности са којима се сусретао током свог дугогодишњег револуционарног рада. То су и сусрети са Јосипом Брозом Титом, Родољубом Чолаковићем, Мирославом Крлежом, Ђуром Пуцаром Старим и др.
Умро је 20. маја 1986. године у Сарајеву.
Носилац је Партизанске споменице 1941. и других југословенских одликовања, међу којима су Орден партизанске звезде са златним венцем, Орден заслуга за народ са златним венцем, Орден братства и јединства са златним венцем и др.